# 행동경제학
행동경제학(行動經濟學, behavioral economics)은 주류경제학의 ‘합리적인 인간’을 부정하는 데서 시작하지만, 그렇다고 인간을 비합리적 존재로 단정 짓는 것은 아니다. 다만 온전히 합리적이라는 주장을 부정하고, 이를 증명하려는 것이 행동경제학의 입장이다. 경제주체들이 제한적으로 합리적이며 때론 감정적으로 선택하는 경향이 있다고 주장한다.
이성적이며 이상적인 경제적 인간(homo economicus)를 전제로 한 경제학이 아닌 실제적인 인간의 행동을 연구하여 어떻게 행동하고 어떤 결과가 발생하는지를 규명하기 위한 경제학이다.
애덤 스미스 이래 경제학은 많은 이론적 발달이 있었음에도 실제의 경제에서 현실과의 괴리를 보였다. 이는 사람이 갖는 여러 사회적, 인지적, 감정적 이유와 편향에 의해 일어나는 심리학적 현상에 관련이 있다고 보았다. 특히 실험 심리학의 발달이 행동경제학의 발전에 깊은 관련이 있는데 이상적인 경제인을 전제로한 종래의 경제학 모델이 실제에서 맞지 않는 이유를 다양한 인간의 심리에 관련된 실험 연구를 통해 새로운 모델을 제시하였다. 대니얼 카너먼은 행동경제학의 발달에 대한 공로로 2002년 노벨 경제학상을 수상하였다. 리처드 탈러는 행동경제학을 연구하여 2017년 노벨 경제학상을 수상하였다.

## 주요용어
- 전망이론(Prospect theory)

대니얼 카너먼과 아모스 트버스키가 주장한 이론으로, 일반적으로 경제학에서 가정하던 것처럼 소득/수입에서만 효용을 얻는 것이 아니라 현재 자신이 가진 수준도 고려하여 효용이 결정된다는 내용을 담고 있다. 1979년 처음 만들어진 이 이론은 2002년 대니얼 카너먼이 노벨경제학상을 받는 단초가 되었다.
1940년대 폴 새뮤얼슨의 교과서로 대표되는 경제학의 수리화 과정에서 존재하는 수리적 기법을 쉽게 적용 가능한 효용 극대화 이론이 대세로 떠올랐다. 그리고 이후 게리 베커 같은 경제학자들은 이 이론하에서 중독, 결혼 등 효용극대화와 별 관련이 없어 보이는 수많은 사회현상을 성공적으로 분석하면서 이 이론이 생각보다 훨씬 더 많은 경우에 적용될 수 있음을 보였다. 수많은 심리적 편향을 하나의 이론으로 결합하기 어렵다는 점과 결합되어 경제학계의 대세는 소위 말하는 homo economicus로 옮겨갔다. 그러나 카너먼과 트버스키 그리고 리처드 탈러는 이런 것으로 설명되기 어려운 심리현상들이 있다고 생각하였고, 1977~1978년 협동연구를 통해 전망이론을 발표한다.

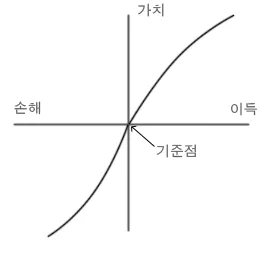

전망이론은 사람들의 효용수준이 이익보다 손실에 더 민감하며 특히 이익구간에서는 안전한 선택을, 손실구간에서는 위험한 선택을 선호하게 된다고 한다.
또한 S자 모양의 효용곡선에서 볼 수 있는 것처럼 여기에서 효용은 '기준점' 을 기반으로 하므로, 이득이나 손실의 수준이 똑같더라도 어떤 기준점에서 측정하는가에 따라 느끼는 효용은 다르다는 것을 의미한다.
- 현상유지 편향(Status Quo Bias)

현상 유지 편향은 앞에서 살펴본 손실 회피와 소유 효과가 동시에 작용한 결과인데, 이 모든 것을 포괄하는 이론을 가리켜 ‘전망 이론(prospect theory)’이라고 한다.
현상유지 편향의 예를 들자면, 1번 후보와 2번 후보가 있고 내가 기존에 1번 후보를 찍었을 경우 나는 다음에 1번으로 나오는 후보를 뽑을 가능성이 높아진다는 것이다.(물론 어디까지나 집단 전체를 대상으로 하는 문제이며, 각자가 어떻게 행동하는가는 개인차가 당연히 있다.)
- 공정성 선호(equity theory)

노력과 직무만족은 업무상황의 지각된 공정성에 의해서 결정된다고 보는 애덤스미스(J.Stacy. Adams)의 이론이다.
최후통첩게임 등의 상황에서, 합리적인 경기자와 반대로 행동하는 경향이 있다. 최후통첩게임은 두 명의 경기자가 순차적으로 선택하는 게임이다. 첫번째 경기자는 주어진 몫을 나누고 배분하며, 두번째 경기자는 그 제안을 수용하거나 수용하지 않을 수 있다. 합리적 인간이 자신의 이득을 극대화하는 선택은, 첫번째 경기자는 두번째 경기자에게 최소한의 몫을 제안하고 두번째 경기자가 그것을 무조건 받아들이는 것이다(말하자면 99를 가지고 1을 제안하더라도 괜찮다는 소리다. 두번째 경기자는 어쨌든 제안을 거절하면 0을 받을 수밖에 없기 때문이다.) 그러나 실제 실험을 통해 보면 99를 제안하는 경우는 거의 없고 40~50 정도를 제안하는 것으로 나타난다. 이는 정의 및 지각된 정당성(perceived fairness)과 같은 법심리학(psychology of law) 영역으로까지 나아가게 되며, 경제학의 범위를 넘어선다. 대신 경영학 쪽에서 일부 이쪽으로 논문이 나오기는 한다.
- 보유효과(endowment effect)

사람들이 어떤 물건(또는 지원, 권력 등)을 소유하고 있을 때 그것을 갖고 있지 않을 때보다 그 가치를 높게 평가하여 소유하고 있는 물건을 내놓는 것을 손실로 여기는 심리현상을 말한다.
- 심리적 회계(mental accounting)

심리적 회계란 행동경제학적 용어로 동일한 금액의 돈이라도 사람마다 주관적으로 다른 계좌(account)로 구분하여 돈의 가치를 다르게 둠으로써 취급 방식이나 지출의 행태가 달라지는 일반적인 성향을 가리킨다.
- 손실회피성(loss aversion)

같은 금액이라면 손실을 이익보다 훨씬 더 크게 느끼는 현상을 가리킨다.
- 쌍곡형 할인(hyperbolic discounting)

현재 가치와 미래 가치를 비교할 때 사람들이 보이는 특징을 의미한다.
2010년대 이후로는 인기를 끌고 있는 개념으로, 경제학의 지연할인율(exponential discounting) 개념을 저격하기 때문에 더 인기를 끌고 있다고 한다.[8] 경제학자들의 예상보다 더 급격하게 미래가치를 과소평가하는 경향이 보인다는 게 골자다. 예를 들어, 사람들은 1년하고도 3일 후의 빵 하나와 1년 4일 후의 빵 하나는 별 차이가 없다고 느끼지만, 당장 오늘의 빵 하나와 내일의 빵 하나의 차이는 극히 크게 느끼곤 한다. 이 경우 현재부터 어느 시점까지의 할인율 beta와 그 시점 이후의 할인율 delta를 다르게 놓고 문제를 푸는 식으로 이용하고는 하는데, 당연하지만 문제가 더 복잡해지기 때문에 그만큼의 복잡도를 올릴만큼 유의미하게 다른 결과가 나오는지가 관건이다.
- 닻내림 효과(anchoring effect)

‘닻 내림 효과’ 또는 ‘앵커링 효과’라고도 한다. 배가 어느 지점에 닻을 내리면 그 이상 움직이지 못하듯이, 인간의 사고가 처음에 제시된 하나의 이미지나 기억에 박혀 버려 어떤 판단도 그 영향을 받아 새로운 정보를 수용하지 않거나 이를 부분적으로만 수정하는 행동 특성을 말한다.
처음에 작업이 빨리 진행되는 것을 보다가 조금 느리게 진행되는 것을 보면 실제 속도보다 더 느려 보이거나 느린 작업을 보다가 조금 빠른 작업을 보면 실제보다 더 빨라 보이는 것 따위가 그 예이다.
- 프레이밍 효과(framing effect)

같은 문제라도 사용자에게 어떤 방식으로 질문하느냐에 따라 사용자의 판단과 선택이 달라지는 현상을 의미한다.

이 외에도 수십여 가지의 심리적 편향이 관측되고 있다.

## 대학교 교육과정
한국에서는 몇몇 대학교의 경제학과에서 가르치고 있고, 2012년에 서강대학교에서 시작으로 2018년에 서울대학교와 연세대학교에서 학부 행태경제학이 본격적으로 개설되었다.
| 학교              | 비고 |
| 중앙대학교        | 2009년 2학기부터 대학원에 행동경제학입문 과목 개설. 2022년 2학기부터 학부과정에 행동경제학 개설. |
| 한성대학교        | 2011년에 학부과정에서 행동경제학 개설. |
| 서강대학교        | 2012년부터 경제심리학, 행동경제학 과목을 개설하는 등 해당 분야에서 적극적인 행보를 보이고 있다. |
| 중앙대학교        | 2014학년 1학기부터 행동경제학 신설. |
| 이화여자대학교    | 2014년에 국내 최초로 단일 전공으로서 일반대학원 행동사회경제학 협동과정을 신설하였다. 경제학, 심리학, 사회학 등을 융합하고자 한다. |
| 전북대학교        | 경제학과 주도의 연계전공과정인 '금융정보경제학' 에서 2015년 1학기부터 신설하여 운영중 |
| 서울대학교        | UCL 소속이었던 최승주 교수를 영입한 이후 학부 실험경제학, 대학원 행동경제연구 수업이 개설되고 있다. 세계적인 행동경제학자로, 그 유명한 AER에 논문을 3편 이상 올린 바 있다. 대표적인 연구는 Who is more rational? (2014) 2018년 1학기에는 행태경제학이 학부로 넘어왔다! |
| 인하대학교        | 2016년 2학기부터 학부과정에서 행동경제학 신설 |
| 한국외국어대학교  | 2008년 2학기부터 학부과정에서 실험행동경제학 과목 개설 |
| 아주대학교        | 2010년 1학기부터 학부과정에서 행동경제학 과목 개설 |
| 연세대학교        | 2018년 1학기부터 학부과정에 행동경제학 과목 개설. |
| 상명대학교        | 2014년부터 1학기부터 금융경제학과 학부과정에서 행동경제학 과목 개설. |
| 한양대학교 ERICA  | 2012년 2학기부터 학부과정에 행동경제학 과목 개설. |
| 한국해양대        | 학부과정에 행동경제학 과목 개설. |
| 서울시립대학교    | 학부과정에 행동경제학 과목 개설. |
| 부산대학교        | 학부과정에 행동경제학 과목 개설. |
| KDI국제정책대학원 | 2024년부터 정책연구를 위한 행동/실험경제학 과목 개설. |

이 외에 '의사결정론, 전략' 등의 이름으로 행정학과나 경영학과에서 관련된 내용을 개설하고 있으나, 이는 행동'경제학'의 범위는 넘어선다.

## 같이 보기
- 의사결정
- 전망이론
- 게임이론
- 팃포탯 전략

## 참고 서적
- 《넛지》, 리처드 탈러, 이경식 역, 리더스북, 20022년, ISBN-13: 9788901260679
- 《행동경제학》, 도모노 노리오, 이명희 역, 지형, 2007년, ISBN-13:9788995737057
- 《본능의 경제학》, 비키 쿤켈, 박혜원 역, 사이, 2009년, ISBN-13:9788993178050